# Palomo Linares
Sebastián Palomo Martínez, más conocido como Palomo Linares (Linares, Jaén, 27 de abril de 1947 - Madrid, 24 de abril de 2017), fue un torero, ganadero, pintor y actor de cine español. Salió en dos ocasiones por la puerta grande de Las Ventas, cortando además un rabo en 1972, hecho que no sucedía desde 1939.

## Biografía
Nacido en Linares, provincia de Jaén de padre minero, viviendo una infancia llena de carencias en la España de la posguerra. Fue aprendiz de zapatero, pero a partir de los ocho años acudía a tentaderos y capeas en donde empezó a entender el arte de torear. Como maletilla le apodaron "El rata" por su vivacidad. El 20 de julio de 1964 se presentó en la Plaza de Vista Alegre en una novillada del concurso La Oportunidad organizada por Domingo Dominguín. Debutó con picadores en Ondara el 3 de enero de 1965 cortando cuatro orejas en un encierro de Núñez Guerra, alternando junto a Gregorio Tébar, El Inclusero y Vicente Punzón. Su descubridor fue el toledano José Lozano. Los hermanos Lozano a lo largo de los años apoderaron a figuras como Espartaco, Curro Romero, El Cordobés, César Girón, Manzanares padre o César Rincón y fueron empresarios de numerosas plazas de toros, entre ellas Las Ventas.
Recibe la alternativa el 19 de mayo de 1966 siendo Jaime Ostos su padrino y Mondeño el testigo, en la plaza de Valladolid, con toros de la ganadería de Salustiano Galache. Comenzó su carrera como actor, protagonizando las películas de gran éxito de público Nuevo en esta plaza (1966), Una señora estupenda (1967) y, junto a Marisol, Solos los dos (1968), siendo la última película en la que intervino un secundario en La Carmen (1976). En 1967 comienza a desarrollar su faceta de pintor en estilo expresionista abstracto, actividad que continuó junto a su carrera taurina y tras su retirada de los ruedos. Desde sus inicios fue habitual su presencia en la prensa rosa a cuenta de su gran popularidad, su actividad profesional y relaciones sociales y sentimentales.
Para la temporada de 1969 Eduardo Lozano y Paco Ruiz, apoderados del de Linares y Manuel Benítez "El Cordobés" respectivamente acordaron la actuación siempre conjunta de los dos toreros para no depender de los empresarios de las plazas. Esta fue conocida como la campaña de Los Guerrilleros. Lograron así hasta 65 corridas de toros a fuerza de torear en todo tipo de festejos y plazas. En 1969 adquirió junto a Eduardo Lozano la ganadería de Pérez-Tabernero, fundada en 1895, que pasó a denominarse ganadería Sebastián Palomo. Pasta en Seseña y fue vendida en 1997 a su socio.
Confirmó alternativa antes en la Monumental de México que en Madrid, donde prensa y afición le esperaron con hostilidad. Confirmó su alternativa en Las Ventas el 19 de mayo de 1970, con Curro Romero como padrino y "Juan José" García Corral como testigo. En 1970 salió por la puerta grande de Las Ventas y por la puerta del Príncipe de La Maestranza junto a los otros dos toreros del cartel Limeño y Florencio Casado "El Hencho" y el mayoral de la ganadería, en un hecho inédito hasta la fecha, cortando las dos orejas en una corrida de Miura.
El 22 de mayo de 1972 logró cortar un rabo en Las Ventas, circunstancia que no de producía desde la Corrida de La Victoria en 1939. Fue al toro Cigarrón, negro meano, número 21, con 566 kilos de peso, perteneciente al hierro de Atanasio Fernández. Los triunfos recibidos fueron desaprobados por triunfalistas por algunos críticos taurinos como Antonio Díaz-Cañabate o Alfonso Navalón. En cualquier caso, la faena acrecentó su popularidad como fenómeno social. Fue el último torero en cortar un rabo en Las Ventas hasta que en 2018, cuarenta y seis años después, lo lograra Diego Ventura. El 30 de enero de 1972 cortó también un rabo a Tenorio de la ganadería Javier Garfias en Plaza México, entrando a formar parte del reducido número de toreros que han logrado el máximo triunfo en ambas plazas.
En 1976 fue el triunfador de la Feria del Señor de los Milagros. La primera retirada de los ruedos tuvo lugar en Bogotá, el 31 de enero de 1982, en una tarde en la que compartió cartel con Pepe Cáceres y Curro Romero frente a tres toros de Vistahermosa y otros tantos de Pueblito Español, en la que consiguió cortar tres orejas.
En 1983 reapareció en la plaza de toros de Acho para retirarse nuevamente en 1985 después de no estar afortunado en el ciclo isidril madrileño. En 1992 y 1995 se enfrentó a problemas fiscales con Hacienda. Reapareció en 1993 en una temporada corta en plazas de menor relevancia. Su retirada definitiva tuvo lugar en una corrida nocturna, el 9 de agosto de 1995 en Benidorm, actuando posteriormente en festivales benéficos.  Reapareció en Linares el 19
de junio de 1993 (lidiando seis toros él solo),
hizo su último paseíllo en Las Ventas el 25 de
mayo de 1994, en 1995 toreó quince corridas y
una, la última de su vida, el 29 de marzo de
1997 en Segovia, alternando con Ortega Cano y
Luis Milla. A partir de 1993, Palomo Linares
cambió su costumbre de vestir trajes siempre
bordados en plata y, por primera vez en su
vida, lució destellos dorados en sus vestidos de
torear. En 2013 intervino como director taurino del certamen taurino Soy novillero de CMM.
El 24 de abril de 2017 falleció en el Hospital Gregorio Marañón de Madrid a consecuencia de complicaciones tras una operación de corazón.

## Vida personal
Contrajo matrimonio con la exmodelo colombiana de familia de empresarios cafeteros Marina Danko Villalba 26 de abril de 1977 en la iglesia de San Jerónimo el Real de Madrid. Tuvieron tres hijos: Sebastián (1977), Miguel (1980) y Andrés (1988). Se separaron en 2011. A lo largo de su vida se le conocieron otras relaciones como Gloria Monís, hija de la actriz Ana Castor, Teresa Cantalapiedra o la venezolana Lilia López. Desde 2013 su pareja fue la jueza Concha Azuara, a la que conoció durante la entrega de Premios Antena de Oro en Aranjuez.